# Biševo kopno
Biševo kopno este o arie protejată (sit de importanță comunitară — SCI) din Croația întinsă pe o suprafață de 589,28 ha, integral pe uscat.

## Localizare
Centrul sitului Biševo kopno este situat la coordonatele 42°58′28″N 16°00′38″E / 42.974519°N 16.010518°E.

## Înființare
Situl Biševo kopno a fost declarat sit de importanță comunitară în iulie 2013 pentru a proteja un număr necunoscut de specii din flora spontană și fauna sălbatică aflate în arealul zonei.

## Biodiversitate
Situată în ecoregiunea mediteraneană, aria protejată conține 6 habitate naturale: Păduri de pin mediteraneene cu pini mezogeni endemici, Păduri de Quercus ilex și Quercus rotundifolia, Peșteri inaccesibile publicului, Faleze cu vegetație de Limonium spp. endemic de pe coastele mediteraneene, Pseudostepă cu ierburi și specii anuale de Thero-Brachypodietea, Pante stâncoase calcaroase cu vegetație casmofită.
La baza desemnării sitului se află un număr nedeclarat de specii protejate.
Pe lângă speciile protejate, pe teritoriul sitului au mai fost identificate 4 specii de plante.